# Shim Suk-hee
Shim Suk-hee, född 30 januari 1997, är en sydkoreansk skridskoåkare som tävlar i short track. Hon vann tre olympiska medaljer i Sotji 2014 (ett guld, ett silver och ett brons).
Shim tog OS-guldmedalj i kortbaneåkningsstafetten i två på varandra följande OS, 2014 och 2018.